# Azurite
「azurite」（アズライト）は、petit miladyの楽曲。meg rockが作詞、伊藤賢が作曲を手掛けた。petit miladyの2枚目のシングルとして2014年2月5日にZERO-Aから発売された。

## 音楽性
本曲は、テレビアニメ『とある飛空士への恋歌』のオープニングテーマにとして発注され、作曲された。同アニメの監督である鈴木利正はこの曲を、疾走感や浮遊感のある曲として発注しており、疾走感のある爽やかでアダルティーな切ない曲として仕上げられた。歌詞はmeg rockが『とある飛空士への恋歌』の原作小説を読んだ上で書き上げたため、主人公のクレアとカルエルの2人だけのシーンなど同作の内容が反映されているという。なおpetit miladyは声優として『とある飛空士への恋歌』テレビアニメ版の本編でも主要登場人物の役を演じており、自ら声優として出演する作品においてpetit milady名義で主題歌も担当するのは初の活動となる。タイトルは英語で青い鉱石（藍銅鉱）を意味するが、悠木碧は自身の「碧」が青い石とも解釈できるため親近感を感じたという。
レコーディングは同アニメ第1話のアフレコを終えた後、曲の視聴を合間に挟みつつ悠木と竹達彩奈の似ている声質を意識しながら行なったという。ちなみに収録は悠木の先行で行われたが、悠木自身のみのバージョンは「ボーイッシュ」であったことを明かしている。
PVでは、シリアス、力強さ、および喜怒哀楽が表現されており、2人で望遠鏡を覗いたり抱きつくシーンが登場するなど今までにないpetit miladyの一面が垣間見える内容になっている。なお撮影はクラシカル的な室内風のセットが使用され、8時間の長丁場に及んだ。

## シングルリリース
2014年2月5日にZERO-Aから発売された。petit miladyのシングルとしては前作「鏡のデュアル・イズム／100%サイダーガール」から約9か月ぶりのリリースとなる。
初回限定盤（POCE-9401）と通常盤（POCE-1401）の2種リリースで、初回限定盤には本曲のPVを収録したDVDが同梱されている。
ジャケットはまず悠木碧と竹達彩奈のソロカットを撮影した後、ツーショットのものを撮影した。ちなみにツーショットでは『とある飛空士への恋歌』を彷彿とさせるフライトジャケットも着用している。衣装は白いワンピースが採用されている。

## シングル収録内容
| 全編曲: 佐藤清喜。 |                                                |           |           |       |
| #                  | タイトル                                       | 作詞      | 作曲      | 時間  |
| 1.                 | 「azurite」                                    | meg rock  | 伊藤賢    | 4:01  |
| 2.                 | 「スキ キライ キライ 大スキ♡」                 | yozuca*   | 森慎太郎  | 3:39  |
| 3.                 | 「azurite（Instrumental）」                    |           |           | 4:01  |
| 4.                 | 「スキ キライ キライ 大スキ♡（Instrumental）」 |           |           | 3:37  |
| 合計時間:          | 合計時間:                                      | 合計時間: | 合計時間: | 15:20 |

| #  | タイトル                 | 作詞 | 作曲・編曲 |
| -- | ------------------------ | ---- | ---------- |
| 1. | 「azurite」(MUSIC VIDEO) |      |            |

## チャート
| チャート（2014年）                     | 最高位 |
| -------------------------------------- | ------ |
| オリコン                               | 12     |
| Billboard JAPAN Hot 100                | 46     |
| Billboard JAPAN Hot Animation          | 9      |
| Billboard JAPAN Hot Singles Sales      | 12     |
| サウンドスキャンジャパン（初回限定盤） | 17     |